# Loch Fada (Islay)
Loch Fada ist ein See auf der schottischen Hebrideninsel Islay.

## Beschreibung
Er liegt in der dünnbesiedelten, hügeligen Region im Osten der Insel etwa 1,5 km westlich des Beinn Dubh. Die nächstgelegene Ortschaft ist das etwa drei Kilometer nördlich gelegene Ballygrant. Der länglich geformte See ist maximal etwa 730 m lang und 140 m breit. Loch Fada wird von drei kurzen Bächen im Norden und Westen gespeist. Etwa 300 m südlich befindet sich Loch Leathann; einen Kilometer westlich liegt der Loch Bharradail. Loch Fada liegt wenige hundert Meter abseits einer einspurigen Straße, die Ballygrant mit der Gegend um Glenegedale verbindet.
Loch Fada liegt auf eine Höhe von 126 Metern. Sein Einzugsgebiet nimmt 87 Hektar ein und besteht zu 50 % aus Heideland und zu 31 % aus Grasland, während Grundwasser 6 % ausmacht. Aus seiner Fläche von rund fünf Hektar und seiner mittleren Tiefe von 5,3 Meter ergeben sich ein Volumen von rund 0,27 Mio. Kubikmetern und ein Umfang von rund zwei Kilometern.

## Umgebung
In nordöstlicher Richtung unweit des Sees an den Hängen des Beinn Dubh befinden sich die Überreste eines Duns. Dieser umfasste ein Areal von 27 m × 22 m und war von einer 2,5 m, im Südwesten sogar 6,1 m mächtigen, heute maximal 30 cm hohen Mauer umfriedet. Innerhalb der Mauern sind heute nur noch die Überreste eines rechteckigen Gebäudes aus neuerer Zeit zu sehen. Im Nordwesten finden sich die Überreste zweier Rundhaussiedlungen, deren Umgebungen Spuren von Ackerbau zeigen. Etwa einen Kilometer in südwestlicher Richtung befinden sich die Überreste einer neueren, aufgegebenen Siedlung. Nordnordwestlich, etwa auf halbem Wege zu Knocklearoch Farm ist ein Stehender Stein zu finden. Dieser besteht aus Granit und ragt mit einer Grundfläche von 80 cm × 40 cm 1,3 m in die Höhe. Die Spitze des Steins ist wahrscheinlich abgebrochen und liegt neben dem Stein.
In der Umgebung des Sees wurde früher Blei abgebaut.